# Descărcare electrostatică

Simbol pentru împământare

Descărcarea electrică  sau Descărcarea electrostatică (engl. electrostatic discharge, ESD) are loc prin încărcarea unui pol cu sarcini electrice, iar între cele două poluri se creează o diferență de potențial, descărcarea are loc printr-o scânteie sau un arc voltaic (arc electric) care este o descărcare electrică luminoasă și eliberatoare de energie termică, ce ia naștere între doi electrozi integrați (legați) într-un circuit electric care asigură un curent de mare intensitate. Arcul electric mai apare ca o descărcare electrică luminoasă care străpunge un izolant, sau un gaz, între doi electrozi calzi. Acest fenomen apare printr-un scurtcircuit ce poate duce la pagube materiale ca distrugerea unui aparat electric, incendiu sau în natură fenomenul se prezintă sub formă de fulger sau trăsnet.